# Lyman (Wyoming)
Lyman é uma cidade  localizada no estado norte-americano de Wyoming, no Condado de Uinta.

## Demografia
Segundo o censo norte-americano de 2000, a sua população era de 1938 habitantes.
Em 2006, foi estimada uma população de 1962, um aumento de 24 (1.2%).

## Geografia
De acordo com o United States Census Bureau tem uma área de
3,8 km², dos quais 3,8 km² cobertos por terra e 0,0 km² cobertos por água.

## Localidades na vizinhança
O diagrama seguinte representa as localidades num raio de 76 km ao redor de Lyman.